# 16α-羟基雌酮
16α-羟基雌酮（英語：16α-Hydroxyestrone，缩写16α-OH-E1，化学名雌甾-1,3,5(10)-三烯-3,16α-二醇-17-酮，estra-1,3,5(10)-triene-3,16α-diol-17-one）是一种内源性的雌激素，既是雌酮的主要代谢产物，也是雌三醇的代謝中間產物。